# Verrückter Mittwoch
Verrückter Mittwoch ist eine US-amerikanische Filmkomödie von Preston Sturges aus dem Jahr 1947. In seiner letzten Filmrolle spielt die Stummfilmlegende Harold Lloyd die Hauptrolle des Harold Diddlebock.

## Handlung
Verrückter Mittwoch beginnt zunächst mit alten Szenen aus dem Harold-Lloyd-Stummfilm Der Sportstudent: 1923 ist Harold Diddlebock der umjubelte Held seiner American-Football-Mannschaft auf dem College. Im Siegestaumel nimmt Harold ein Angebot des Geschäftsmannes Waggleberry an, bei ihm zu arbeiten. Waggleberry gibt ihm eine einfache, langweilige Position als Buchhalter, damit – wie es der Geschäftsmann jovial ausdrückt – Harolds Aufstieg nach oben anschließend umso glanzvoller werde. Im Jahr 1945 hängt Harold – inzwischen ein eher farbloser und zögerlicher Herr mittleren Alters – allerdings immer noch in derselben Position fest. Eines Mittwochs wird er von Waggleberry in sein Büro gerufen und entlassen, da es ihm in den letzten Jahren an Arbeitseifer gemangelt habe. Für seine 22 Jahre in der Firma erhält Harold eine goldene Uhr sowie seine Ersparnisse im Wert von 2,946.12 US-Dollar. Harold übergibt seiner angebeteten Kollegin Miss Otis zum Abschied einen Verlobungsring. Harold hatte bereits im Laufe der Jahre allen sechs älteren Schwestern von Miss Otis einen Heiratsantrag machen wollen, als diese bei Waggleberry gearbeitet hatten, war aber immer an seiner Schüchternheit gescheitert.
Ziellos und traurig wandert Harold durch die Straßen, wo er dem Schwindler und Spieler Wormy auffällt, der sich Geld von Harold erbetteln will. Um besser an Harolds Geld heranzukommen, lädt er ihn auf einen Drink in eine Bar ein. Dort berichtet Harold dem Barmann Jake, dass er nie zuvor in seinem Leben auch nur einen Tropfen Alkohol angerührt habe. Begeistert konstruiert Jake eigens für Harolds ersten Schluck Alkohol ein Getränk, das er auf den Namen Diddlebock tauft. Nach nur wenigen Schlucken Diddlebock sind die Depressionen des nunmehr vollkommen alkoholisierten Harold vorüber. Er lässt sich großzügig mit einer Cowboy-Garderobe ausstatten und setzt bei einem Pferderennen 1000 Dollar auf ein Außenseiterpferd, welches gewinnt und Harold ein kleines Vermögen einbringt. 
Nach eineinhalb wilden Tagen des Feierns wacht Harold verkatert auf dem Sofa seiner sittenstrengen, verwitweten Schwester Flora auf. Auf der Straße wartet bereits eine Kutsche samt Fahrer Algernon McNiff auf ihn, dessen Dienste er unter Alkoholgenuss erworben hatte. Wenig später erfährt Harold von Wormy, dass er ebenfalls im Rausch den insolventen Zirkus von Wild Bill Hickock gekauft habe. Die Tiere sind wegen der schlechten Finanzlage nur schlecht gefüttert und denkbar aggressiv, auch die Gläubiger sitzen Harold bald im Nacken. Daher will er den Zirkus möglichst schnell wieder loswerden. Mit dem Löwen Jackie marschiert Harold durch die Wall Street und löst überall Panik aus. Er erklärt den steinreichen Bankiers, dass sie seinen Zirkus kaufen und dort Gratisvorstellungen für Kinder geben sollen, um ihren schlechten Ruf aufzupolieren. An Harolds Seite ist auch Wormy, der Diddlebock-Drinks für die schwer zu überzeugenden Bankiers mitgenommen hat. Der Löwe reißt sich jedoch los und klettert an den Hochhausfassaden entlang. Harold und Wormy entgehen bei ihren Versuchen, den Löwen in der luftigen Höhe wieder einzufangen, nur knapp dem Tod.
Wegen ihrer Unruhestiftung werden Harold, Wormy und der Löwe ins Gefängnis geworfen. Miss Otis erscheint überraschend und bezahlt die Kaution. Unterdessen wirken zahlreiche Bankiers auf Harold ein, ihnen doch den Zirkus zu verkaufen. Zur Beruhigung erhält Harold vom Barmann Jack wieder einen Diddlebock, worauf erneut für eineinhalb Tage ein Rausch folgt. Harold wacht neben Miss Otis in der Kutsche auf und kann sich an nichts erinnern. Miss Otis berichtet ihm, dass der Ringling Bros. and Barnum & Bailey Circus das höchste Angebot von 175.000 US-Dollar gemacht habe, da dieser sich vor möglichen Gratisvorstellungen fürchten würden. Ebenfalls sei Harold, diesmal in leitender Position, wieder bei Waggleberry eingestellt. Zuletzt muss Miss Otis Harold auch daran erinnern, dass er sie geheiratet hat.

## Hintergrund
Der Regisseur und Drehbuchautor Preston Sturges war seit Anfang der 1940er-Jahre mit Screwball-Komödien zu einem der bekanntesten Regisseure Hollywoods aufgestiegen. 1944 hatte er sich von Paramount Pictures, seinem bisherigen Filmstudio getrennt, und gründete gemeinsam mit Howard Hughes die Produktionsfirma California Pictures Corporation. Während Hughes die Finanzierung bereitstellte, erhielt Sturges hier größere kreative Freiräume als zuvor bei Paramount Pictures und fungierte bei seinen Filmen ebenfalls als Produzent. Sturges schrieb das Drehbuch zu The Sin of Harold Diddlebock eigens, um den berühmten Stummfilmkomiker Harold Lloyd aus seinem Ruhestand zu locken – Lloyds letzter Film, die Komödie Der gejagte Professor (1938), lag beinahe zehn Jahre zurück. Sturges war seit langer Zeit ein Verehrer der Stummfilmkomödien von Lloyd, beispielsweise auch von Der Sportstudent, dessen Schlussszenen am Anfang von The Sin of Harold Diddlebock stehen.
Die Stimmung zwischen Sturges und Lloyd war anfangs freundschaftlich. Sturges schrieb die Szene mit dem Löwen auf dem Hochhaus eigens, um an Lloyds berühmte Hochhausklettereien in Stummfilmen wie Ausgerechnet Wolkenkratzer! anzuspielen. Die Stimmung schlug allerdings während der Dreharbeiten (1946) um, es traten kreative Differenzen zu Tage, beide galten als starke Persönlichkeiten und Meister der Komödie. Lloyd hatte bei seinen Stummfilmen stets auch hinter der Kamera Einfluss gehabt und bevorzugte Slapstick sowie visuelle Gags, während Sturges eher auf scharfe und schnelle Dialoge achtete. Teilweise wurde jede Szene zweimal gedreht: einmal wie Lloyd sie wollte, einmal wie Sturges sie wollte. Am Ende waren beide mit dem fertigen Film, der sein geplantes Budget um 600.000 US-Dollar überstieg und rund zwei Millionen US-Dollar – damals eine hohe Summe für einen Streifen – kostete, eher unzufrieden.
An den Kinokassen war The Sin of Harold Diddlebock im Jahr 1947 so erfolglos, dass Howard Hughes ihn schon nach kurzer Zeit aus dem Verkehr zog. Hughes überarbeitete den Film in einem Zeitraum von drei Jahren, schnitt viele Szenen und drehte einige auch neu. Am Ende war die Hughes-Version mit 76 Minuten rund 13 Minuten kürzer als die ursprüngliche Version. Zudem zeigte sich Hughes mit dem Filmtitel The Sin of Harold Diddlebock (eine Anspielung von Sturges auf den Film The Sin of Madelon Claudet) unzufrieden, da er ihn für zu lang und sperrig hielt. Bei seiner Wiederveröffentlichung im Jahr 1950 erhielt der Film den kürzeren Titel Mad Wednesday. Jedoch wurde auch die von Hughes veröffentlichte Version ein Misserfolg an den Kinokassen. Für Frances Ramsden (1920–2000), die Leading Lady von Lloyd, blieb The Sin of Harold Diddlebock ihr erster und einziger Film. Sie war ein ehemaliges Fotomodell ohne Schauspielerfahrung und war zeitweise in einer Beziehung mit Sturges, wodurch sie die Rolle erhielt.
Für den bisher erfolgsverwöhnten Preston Sturges war The Sin of Harold Diddlebock der erste Misserfolg seiner Karriere, nur kurze Zeit später endete auch seine Zusammenarbeit mit Howard Hughes. Dies war der Anfang vom Ende für Sturges, seine drei letzten Filme bis 1955 wurden allesamt Flops. Für Harold Lloyd war The Sin of Harold Diddlebock der letzte Film. Der ohnehin sehr wohlhabende Mittfünfziger Lloyd sah seine Zeit als Filmstar als abgelaufen an und zog aus dem Misserfolg die Konsequenz, sich aus dem aktiven Filmgeschäft zurückzuziehen.

## Kritiken
Bei seiner Veröffentlichung wurde Verrückter Mittwoch neben seinem kommerziellen Misserfolg auch bei Kritikern nur gemischt aufgenommen. Eine positive Einschätzung kam vom Variety. Weder Harold Lloyds Leinwandfigur noch seine Komik hätten sich seit der Stummfilmzeit nicht verändert: „Begünstigt durch die exzellenten Dialoge aus Sturges Hand, zeigt Lloyd sich in seiner Rolle in seiner üblichen witzigen Verfassung.“ Die Hochhausszene, in welcher er an dem Seil über der Stadt hänge, sei besonders herausragend. Die New York Times schrieb bei der Wiederveröffentlichung des Filmes in der Ausgabe vom 25. Januar 1951, der Film sei eine „unglaubliche Angelegenheit“, eine Mischung aus „genialem Komikergeist und Lethargie“. Auf bemerkenswert komische Momente des Filmes würden wieder peinliche Durststrecken folgen. Ausdrückliches Lob fand die New York Times für Lloyd und seinen Sidekick-Darsteller Jimmy Conlin. „Obwohl Mr. Lloyd groß in Mad Wednesday aufleuchtet und der Rest der Besetzung sich ebenfalls vorbildlich verhält, verlässt sich der Film am Ende hauptsächlich auf den Einfallsreichtum von Mr. Sturges und er ist, unglücklicherweise, zu inkonsistent für eine komplette Befriedigung.“
Bis heute erfährt der Film in der Kritik eine sehr unterschiedliche Einschätzung, wobei die positiven Stimmen tendenziell überwiegen. Dave Kehr nannte den Film in seiner Originalfassung eine „größere Wiederentdeckung“: „ein liebendes und freundliches Essay auf Lloyds Leinwandfigur, geschnürt mit klugen Beobachtungen über das mittlere Alter. In einer Art ist es Lloyds Rampenlicht, ein mutiger Blick zurück, mit Humor und Bedauern, auf eine ganze Karriere.“ Etwas kritischer äußerte sich der US-amerikanische Filmkritiker Dennis Schwartz, der Witz im Film fühle sich flach an und sei von Fehlschlägen geplagt. Dennoch sei in dem Film „immer noch ein Sinn von Tragik, dass ein ehrenhafter Mann mittleren Alters seinen Job verliere.“ Der Film sei sympathisch präsentiert und werde von ein paar Momenten inspirierter Komik gerettet. Das Lexikon des internationalen Films gab sich mit dem Abstand einiger Jahrzehnte ebenfalls mit Lloyds Schwanengesang zufrieden:

„Preston Sturges’ Hommage an und mit Harold Lloyd erschließt sich wegen vieler Sequenzen, die Lloyds Humor diametral entgegengesetzt sind, dem Laien leichter als dem Freund von Lloyds Werk, dürfte aber als weitgehend geglückte Groteske von jedermann mit großem Vergnügen goutiert werden können. Auf jeden Fall hat kaum eine Komikerkarriere ein besseres Finale gefunden.“

## Auszeichnungen
Harold Lloyd wurde bei den Golden Globe Awards 1951 in der Kategorie Bester Hauptdarsteller – Musical/Komödie nominiert. Der Film war ebenfalls im Wettbewerb bei den Internationalen Filmfestspielen von Cannes 1951.